# East Lyme
East Lyme es un pueblo ubicado en el condado de New London en el estado estadounidense de Connecticut. En el año 2005 tenía una población de 18,459 habitantes y una densidad poblacional de 210 personas por km².

## Geografía
East Lyme se encuentra ubicado en las coordenadas 41°21′11″N 72°13′46″O / 41.35306, -72.22944.

## Demografía
Según la Oficina del Censo en 2000 los ingresos medios por hogar en la localidad eran de $66,539 y los ingresos medios por familia eran $72,346. Los hombres tenían unos ingresos medios de $53,333 frente a los $37,162 para las mujeres. La renta per cápita para la localidad era de $28,765. Alrededor del 2.9% de la población estaban por debajo del umbral de pobreza.